# NGC 7231
NGC 7231 ist eine Balken-Spiralgalaxie vom Hubble-Typ SBa im Sternbild Eidechse am Nordsternhimmel. Sie ist schätzungsweise 58 Millionen Lichtjahre von der Milchstraße entfernt.
Das Objekt wurde am 24. Oktober 1786 von Wilhelm Herschel entdeckt.